# USS Mississippi (BB-41)
El USS Mississippi (BB-41/AG-128) fue el segundo de tres acorazados de la clase New Mexico; fue la tercera embarcación de la Armada de los Estados Unidos en ser nombrada en honor al estado de Misisipi. Fue construido en el astillero de la compañía Newport News Shipbuilding, en Newport News, Virginia, con su quilla colocada en abril de 1915, botado en enero de 1917, y puesto en servicio en diciembre de ese mismo año. Estaba armado con una batería de doce cañones de 356 mm en cuatro torretas triples, y estaba protegido con una gruesa placa de blindaje, con un cinturón principal de 343 mm de grosor. 
La embarcación permaneció en aguas de Estados Unidos durante la Primera Guerra Mundial, realizando ejercicios de entrenamiento para su tripulación. A lo largo de las décadas de 1920 y 1930, sirvió con la flota del Pacífico. En mayo de 1941, con la Segunda Guerra Mundial y la batalla del Atlántico agudizándose, el Mississippi y sus dos embarcaciones hermanas fueron transferidos a la flota del Atlántico para ayudar a proteger a los navíos estadounidenses con las Patrullas de Neutralidad. Dos días después del ataque japonés a Pearl Harbor, el Mississippi zarpó del Atlántico para regresar con la flota del Pacífico; durante su participación en la Segunda Guerra Mundial, apoyó con operaciones anfibias en el Pacífico. Bombardeó posiciones japonesas durante las campañas de las islas Gilbert y Marshall, en las Filipinas; y en las invasiones de Peleliu y Okinawa. Durante la campaña de las Filipinas, la flota japonesa atacó a las fuerzas estadounidenses, y en la posterior batalla del golfo de Leyte, el Mississippi participó en la batalla del estrecho de Surigao, el último enfrentamiento entre acorazados en la historia.  
Después de la guerra, el Mississippi fue convertido en un buque escuela de artillería, y también fue usado para probar nuevos sistemas de armamento. Estos incluyeron los misiles RIM-2 Terrier y AUM-N-2 Petrel. Finalmente fue dado de baja en 1956 y vendido como chatarra en noviembre del mismo año. 

## Diseño
El Mississippi tenía una eslora de 190 m, una manga de 29.7 m, y un calado de 9.1 m. Tenía un desplazamiento estándar de 32 000 toneladas largas, y de 33 000 a máxima capacidad. Era impulsado por cuatro turbinas Curtis de cuatro ejes, y nueve calderas Babcock & Wilcox de combustible líquido, con una potencia de 32 000 caballos de fuerza (24 000 kW), que generaban una velocidad máxima de 21 nudos (39 km/h). Tenía una autonomía de crucero de 8000 millas náuticas (15 000 km) a una velocidad de 10 nudos (19 km/h). Su tripulación consistía en 1081 oficiales y soldados.
Tal como fue construido, estaba equipado con dos mástiles de celosía con topes de detección para la batería principal de armas. El cinturón blindado principal era de 203 a 343 mm de grosor, mientras que el blindaje de la cubierta principal era de 89 mm de grosor. Las torretas de la batería principal tenían un grosor de 457 mm en sus frentes y 330 en las barbetas. La torre de mando tenía costados de 406 mm de grosor.
La embarcación estaba armada con una batería principal de 12 cañones calibre 356 mm/50, en cuatro torretas triples en el centro del navío, colocados en dos pares de súperfuego en la proa y en la popa de la superestructura. A diferencia de los acorazados estadounidenses anteriores con torretas triples, estas monturas eran verdaderos barriles de tres cañones, en el sentido de que cada cañón podía elevarse de manera independiente. La batería secundaria consistía en catorce cañones calibre 127 mm/51, montados en casamatas individuales agrupadas en la superestructura a mitad de la embarcación. Inicialmente, el acorazado estaría equipado con veintidós de estos cañones, pero la experiencia obtenida en el mar del Norte durante la Primera Guerra Mundial demostró que los cañones adicionales, que hubieran estado colocados en el casco, eran inservibles en condiciones de mar que no fuera en calma. Como resultado, las casamatas fueron laminadas para prevenir que se inundaran. La batería secundaria fue incrementada con cuatro cañones calibre 76 mm/50. Adicionalmente a su armamento de cañones, el Mississippi estaba equipado también con dos tubos lanzatorpedos de 530 mm, sumergidos en el casco, uno en cada costado.

### Modificaciones
El Mississippi fue altamente modernizado a inicios de la década de 1930. Sus turbinas originales fueron reemplazadas con modelos de engrane manufacturados por Westinghouse, y recibió seis calderas exprés diseñadas por la Oficina de Ingeniería. Esto mejoró su rendimiento a una velocidad máxima de 22 nudos (41 km/h) generados por 40 000 caballos de fuerza (30 000 kW). También se revisó su armamento, con las torretas de su batería principal siendo modificadas para permitir una elevación de 30 grados, ampliando en gran medida el alcance de los cañones. Fueron retirados dos de los cañones de 127 mm, y se le instalaron ocho cañones calibre 127 mm/25 de defensa antiaérea. Se le instalaron 51 mm adicionales a su cubierta blindada, y su protección subacuática fue mejorada. Ambos mástiles de celosía fueron retirados; se construyó un puente de torre pesado en el lugar del mástil de proa, y fue erigido un mástil ligero en lugar del mástil principal. Estas modificaciones mejoraron su desplazamiento estándar a 33 420 toneladas largas, y a 36 157 a máxima capacidad. Su tripulación aumentó significativamente a 1443.
A principios de 1945, mientras estaba en reparaciones por daños de combate, recibió una nueva batería secundaria. Le fueron retirados los viejos cañones calibre 127 mm/51, y se le instalaron ocho cañones adicionales calibre 127 mm/25 de defensa antiaérea, junto con trece cañones en montajes cuádruples Bofors 40 mm, y cuarenta Oerlikon 20 mm. Para compensar el peso añadido, le fue retirada la torre de mando blindada.

## Historial de servicio

### Primeros años

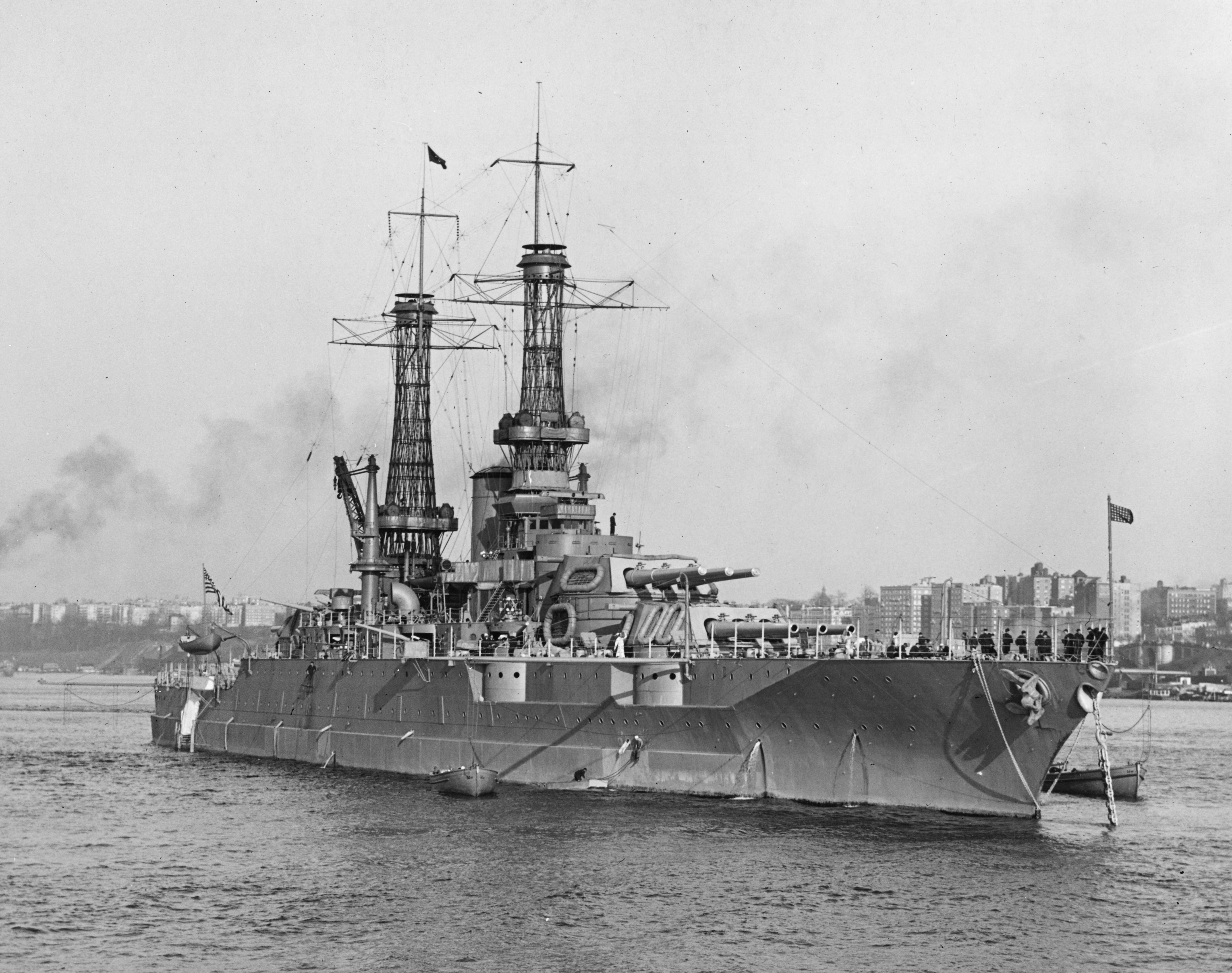
El Mississippi anclado frente a la costa de Nueva York, c. 1918.

La quilla del Mississippi fue colocada en el astillero de la compañía Newport News Shipbuilding, en Newport News, Virginia, el 5 de abril de 1915. Fue botado el 25 de enero de 1917, y después de que fuera completado su acondicionamiento, fue puesto en servicio con la Armada de los Estados Unidos el 18 de diciembre de 1917. Después de completar sus pruebas frente a la costa de Virginia, zarpó de Estados Unidos el 22 de marzo de 1918 hacia el golfo de Guacanayabo, Cuba, donde realizó pruebas adicionales. El 31 de enero de 1919, partió para más pruebas en el Caribe. En marzo, antes de comenzar las maniobras con la flota, le fue instalada una plataforma de despegue sobre la torreta de súperfuego de proa, y durante las maniobras de ese año, operó un caza monoplaza Hanriot HD.1. La embarcación lanzó la aeronave tres veces durante las maniobras, pero al no contar con instalaciones para aterrizaje, el piloto debía aterrizar en tierra para después ser cargado de vuelta en la plataforma. Más adelante ese mismo año, regresó a Hampton Roads, Virginia, donde inició un crucero entre Boston y Nueva York.
Posteriormente, fue reasignado con la flota del Pacífico y abandonó la costa este el 19 de julio. Durante la década de 1920, la embarcación regresó rutinariamente al Caribe para ejercicios de entrenamiento de invierno. Dos de los cañones originales calibre 127 mm/51 fueron retirados en 1922. Durante el ejercicio Fleet Problem I, realizado en febrero de 1923, el Mississippi hundió al viejo pre-dreadnought Coast Battleship No. 4 (anteriormente USS Iowa), impactándolo primero con sus cañones de 127 mm a distancias de entre 7300 a 9100 metros, antes de disparar una salva de proyectiles de 356 mm que hicieron blanco en la sección media de la embarcación, ocasionándole daños catastróficos. Durante el ejercicio de artillería, por primera vez se usaron aviones de observación para ayudar a dirigir los cañones de los acorazados estadounidenses en un ejercicio importante.
Mientras realizaba prácticas de artillería en la costa de San Pedro, el 12 de junio de 1924, hubo una explosión en su torreta de súperfuego no. 2 de proa. El fuego resultante asfixió a 44 tripulantes de la torreta. Al regresar a puerto, la pólvora que aún estaba en el cañón no. 5, el cañón restante de la torreta, explotó y mató a 4 miembros del equipo de rescate. El proyectil que estaba en el cañón casi impactó a la embarcación de pasajeros Yale. En ese entonces, este fue el desastre más mortal en tiempos de paz en la historia de la Armada.
Zarpó de San Francisco el 15 de abril de 1925 para ejercicios militares en Hawái, y después partió para un crucero a Australia, retornando a California el 26 de septiembre. La embarcación regresó a la costa este de Estados Unidos a principios de 1931 para una modernización mayor en el astillero de Norfolk, que comenzó el 30 de marzo. Esta revisión cambió significativamente el perfil del barco al quitar los mástiles originales de celosía de proa y popa. El primero fue reemplazado con una torre. La modernización también incluyó el reemplazo de los antiguos cañones antiaéreos calibre 76 mm/50, por ocho cañones calibre 127 mm/25. Le siguieron más ejercicios de entrenamiento en septiembre de 1933. El 24 de octubre de 1934, cruzó el Canal de Panamá en su retorno con la flota del Pacífico, donde permaneció hasta mediados de 1941, aparte de los cruceros de invierno normales por el Caribe.
Para este entonces, la Segunda Guerra Mundial había estallado en Europa, derivando en la batalla del Atlántico. En respuesta, el presidente Franklin Roosevelt inició las Patrullas de Neutralidad para proteger a las embarcaciones estadounidenses. El 7 de mayo de 1941, el almirante Harold Stark, jefe de operaciones de la Armada, transfirió al Mississippi, a los acorazados Idaho y New Mexico, al portaaviones Yorktown, cuatro cruceros ligeros y dos escuadrones de destructores al Atlántico para reforzar a las Patrullas de Neutralidad. El 15 de junio, el Mississippi retornó a Norfolk, donde se preparó para su primer patrullaje en el Atlántico norte, que consistió en escoltar a un convoy de Newport, Rhode Island, a Hvalfjörður, Islandia. Comenzó una segunda misión de escolta el 28 de septiembre, también a Islandia. Permaneció ahí durante el mes de noviembre para proteger a las embarcaciones estadounidenses en el área. Durante este período, fue asignado con la "Patrulla Blanca", un grupo especial de tarea, junto con los otros dos acorazados y un par de cruceros pesados.

### Segunda Guerra Mundial

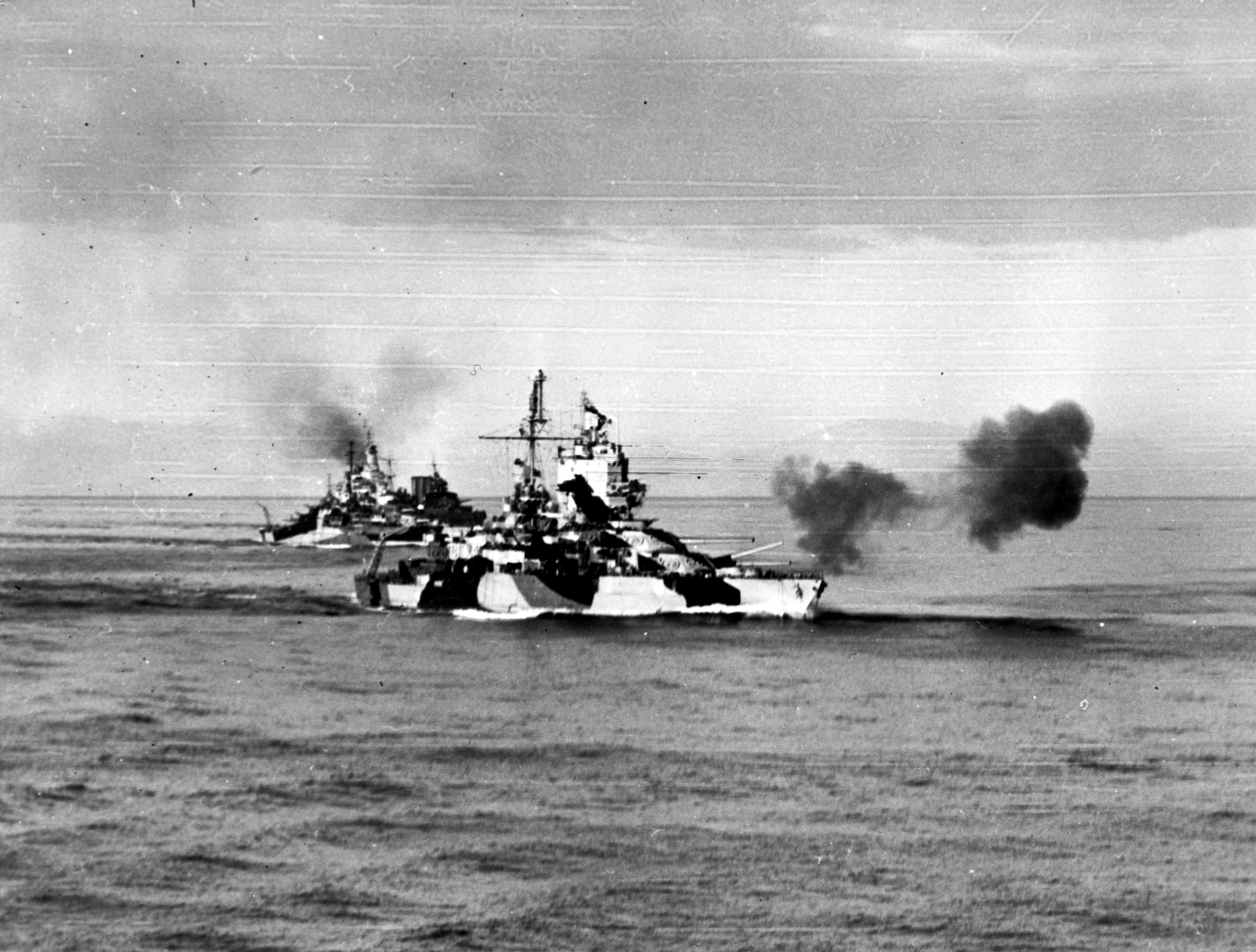
El Mississippi apoyando durante el desembarco del golfo de Lingayen. Al fondo se aprecian el USS West Virginia y el HMS Shropshire

El 9 de diciembre, dos días después del ataque japonés a Pearl Harbor, el Mississippi abandonó Islandia, con dirección al teatro del Pacífico. Arribó a San Francisco el 22 de enero de 1942, donde realizó entrenamientos y escoltó convoyes a lo largo de la costa oeste durante los siguientes siete meses. A inicios de mayo de 1941, los cañones originales calibre 127 mm/51 de la batería secundaria fueron retirados para hacer espacio para metralletas de defensa antiaérea. El 6 de diciembre, escoltó a un convoy de transporte de tropas a Fiyi, retornando a Pearl Harbor el 2 de marzo de 1943. Su primera operación mayor de combate comenzó el 10 de mayo, cuando partió de Hawái para apoyar la liberación de las islas Aleutianas. Bombardeó Kiska el 22 de julio, y el regimiento japonés abandonó la isla pocos días después. Después de la conclusión de la campaña, el Mississippi regresó a San Francisco para una revisión. El 19 de octubre partió de San Pedro para unirse a la flota de invasión que atacaría las islas Gilbert. Durante la campaña de las islas Gilbert y Marshall, el 20 de noviembre, mientras el Mississippi bombardeaba Makin, hubo otra explosión en su torreta no. 2, que mató a 43 tripulantes. Después de las reparaciones, continuó con la campaña, bombardeando Kwajalein el 31 de enero de 1944, Taroa el 20 de febrero, y Wotje, el 21 de febrero. El 15 de marzo, bombardeó las posiciones japonesas en Kavieng, Nueva Irlanda, antes de regresar a los Estados Unidos para una revisión en Puget Sound. Esta revisión incrementó el número de cañones calibre 127 mm/25 de ocho, a catorce.
Después de regresar con la flota, prestó apoyo de fuego para los marines que desembarcaron en Peleliu, bombardeando las posiciones japonesas el 12 de septiembre, tres días antes del desembarco. Permaneció bombardeando la isla durante una semana, para proseguir después a Manus, que había sido tomada recientemente por fuerzas estadounidenses. Asignado con la flota de invasión de las Filipinas, a cargo del almirante Jesse Oldendorf, el Mississippi partió de Manus el 12 de octubre y arribó a la costa de Leyte el día 19, cuando comenzó con el bombardeo costero. Durante la batalla del golfo de Leyte, la noche del 24 de octubre, el Mississippi y el resto de los acorazados de bombardeo costero derrotaron decisivamente a la Fuerza del Sur japonesa, bajo el mando del almirante Shōji Nishimura, en la batalla del estrecho de Surigao. Durante esta batalla, los buques de guerra japoneses fallaron en detectar a los navíos estadounidenses con sus radares. Además, el angosto estrecho forzó a los japoneses a navegar en línea, mientras que el Mississippi y los otros acorazados permanecían posicionados en la entrada, donde podían disparar en andanadas completas. Como resultado, Nishimura no pudo evitar el «cruce de la T». En la acción posterior, los destructores estadounidenses infligieron daños mayores a la fuerza japonesa, que después fue aniquilada por el fuego concentrado de los acorazados. El Mississippi, que estaba equipado con un radar de control de fuego más antiguo, tuvo problemas para identificar los blancos en la oscuridad, y solo pudo disparar una salva del cañón de 305 mm, después de que Oldenforf diera la orden de cesar el fuego. Esta salva fue la última disparada en la acción, y resultó ser la última vez que un acorazado disparó sus cañones contra otro acorazado.
El Mississippi permaneció en la costa de Leyte, prestando soporte de fuego hasta el 16 de noviembre, cuando abandonó las islas del Almirantazgo para laspreparaciones de la siguiente operación. El 28 de diciembre, retornó a Leyte, anclando en la bahía de San Pedro. La embarcación comenzó a bombardear las posiciones japonesas en la isla de Luzón, el 6 de enero de 1945. Durante el bombardeo, un kamikaze japonés impactó a la embarcación, pero esta permaneció en su posición, bombardeando a las defensas japonesas, hasta el 10 de febrero, cuando partió a Pearl Harbor para reparaciones. Regresó al servicio en tiempo para unirse con la flota de invasión que atacó Okinawa, arribando a la bahía de Nakagusuku el 6 de mayo. Bombardeó el castillo Shuri, provocando grandes daños en un punto fuerte importante de la línea de defensa japonesa. Otro kamikaze (identificado inicialmente como un avión amigo) impactó a la embarcación el 5 de junio, pero permaneció en acción en la costa de Okinawa hasta el 16 de junio. En julio de 1945, fue reparado en el USS ABSD-5, un dique seco flotante. Después del anuncio de rendición del gobierno japonés, el Mississippi zarpó a la bahía de Sagami, Honshū, como parte de la fuerza de ocupación, arribando ahí el 27 de agosto. Estuvo presente durante la firma de los documentos de rendición, el 2 de septiembre, en la bahía de Tokio. Cuatro días después, abandonó las aguas japonesas, con dirección a los Estados Unidos. Arribó a Norfolk el 27 de noviembre.

### Posguerra

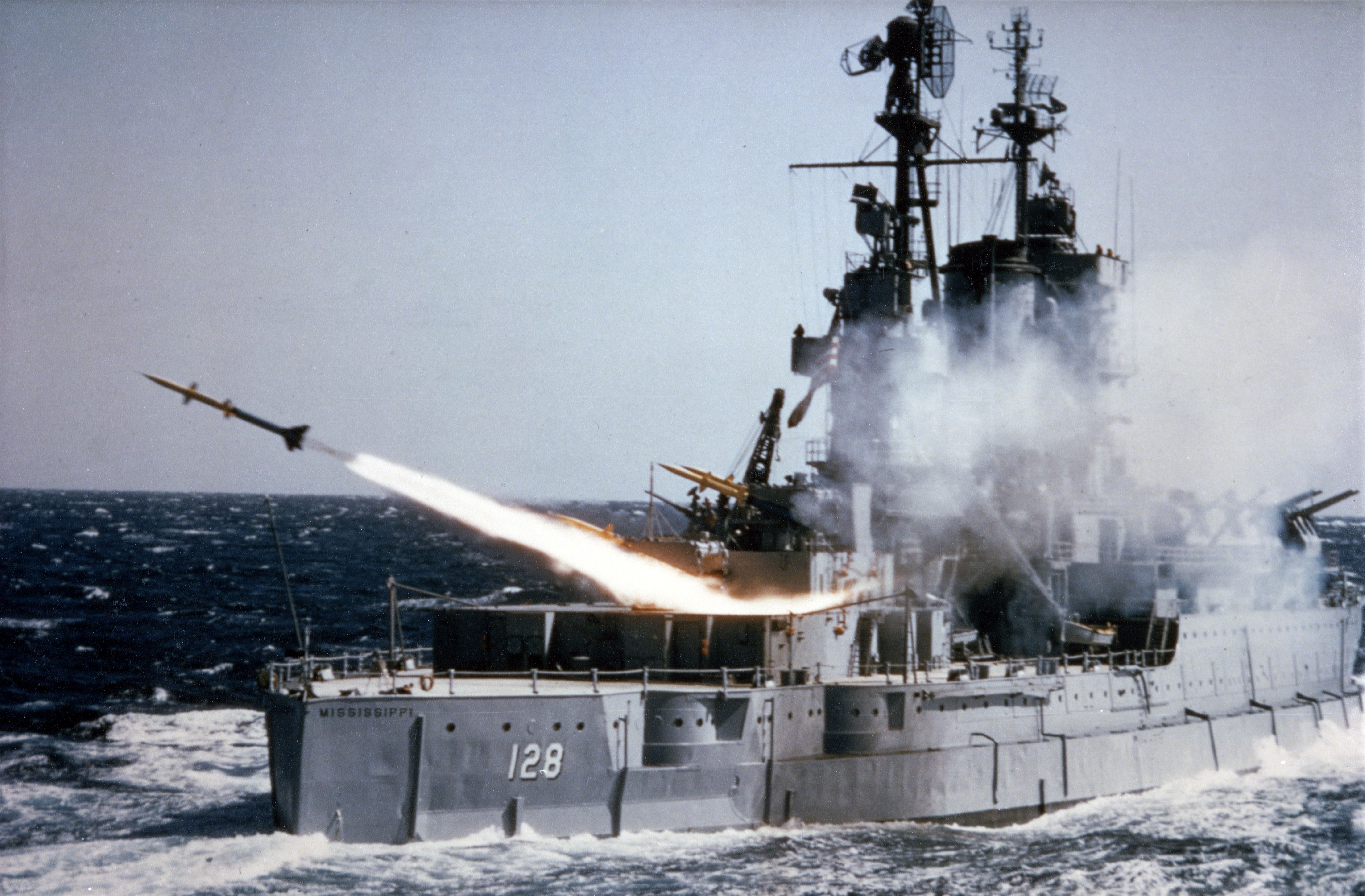
USS Mississippi disparando un misil Terrier.

Al arribar a Norfolk, la embarcación fue convertida en un buque escuela de artillería, y fue asignado con el número de casco AG-128 el 15 de febrero de 1946. El armamento inicialmente planeado como buque escuela difería un poco del armamento instalado. Su torreta no. 1 fue reemplazada por una torreta gemela de doble propósito calibre 152 mm/47, la misma que estaba montada en los cruceros ligeros clase Worcester. Las torretas no. 2 y 3 de 357 mm fueron retiradas, pero la torreta no. 4 se mantuvo de principio. Le fueron montadas tres torretas gemelas de doble propósito calibre 127 mm/38, dos montajes simples calibre 127 mm/54 (como los de los portaaviones clase Midway), dos montajes gemelos calibre 76 mm/50, y dos montajes Bofors 40 mm cuádruples. Otras armas propuestas pero que no le fueron instaladas fueron dos montajes gemelos calibre 127 mm/54 y dos gemelos calibre 76 mm/70, pero los montajes gemelos calibre 127 (originalmente para los acorazados clase Montana) nunca entraron en servicio, y los montajes de 76 mm no estuvieron listos hasta 1956. Se propuso también una torreta triple calibre 203 mm/55 de disparo rápido, como las de los cruceros pesados Des Moines, en lugar de la torreta no. 3 de 357 mm, pero no fue instalada. No está claro si una batería mixta cuádruple, gemela y sencilla Oerlikon 20 mm le fueron instaladas.
El Mississippi fue reconstruido en el astillero de Norfolk, de noviembre de 1945 a abril de 1948. Durante el período en el astillero, sirvió como buque insignia de la fuerza operativa de desarrollo, del 18 de marzo al 15 de mayo de 1947, y como buque insignia de la Flota del Atlántico de Acorazados-Cruceros, del 11 de junio al 14 de julio de 1947. En abril de ese mismo año, reemplazó al Wyoming como buque escuela de artillería antiaérea, con el Wyoming siendo amarrado en puerto y su tripulación transferida al Mississippi. Después de salir de su reconstrucción, sirvió con la fuerza operativa de desarrollo, realizando pruebas de artillería, y ayudando a evaluar nuevos sistemas de armas. Se le instalaron dos lanzaderas nuevas de misiles RIM-2 Terrier en 1952, en lugar de la torreta no. 4; el trabajo fue completado el 9 de agosto en el astillero de Norfolk. Los primeros disparos de prueba de los misiles Terrier se llevaron a cabo entre el 28 y 29 de enero de 1953 frente a cabo Cod. Probó después los misiles Petrel, un arma de seguimiento por radar, en febrero de 1956. El 17 de septiembre fue dado de baja en Norfolk, y fue vendido como chatarra a Bethlehem Steel el 28 de noviembre, siendo desguazado posteriormente.